# Parc national de Monfragüe
Le parc national de Monfragüe (espagnol : Parque Nacional de Monfragüe) est un parc national situé en Espagne, dans la province de Cáceres, près de la ville de Plasencia. Le parc a été reconnu comme réserve de biosphère par l'UNESCO en 2003. Il fut parc naturel d'Estrémadure (zone protégée régionale) de 1979 à 2007 et c'est une zone importante pour la conservation des oiseaux depuis 2008.

## Préambule
Ces parages sont connus depuis l'époque néolithique puisque l'on trouve de nombreuses peintures rupestres dans les grottes des petites sierras qui s'élèvent ici et là dans le parc. La plus importante est la sierra de Corchuelas, qui renferme, dans son versant sud, la grotte du Château (Cueva del Castillo en espagnol), un abri visitable qui contient d'intéressantes peintures préhistoriques schématiques de l'âge du cuivre, du bronze et du fer.
Sa dénomination provient du latin mons fragorum, mont dense, touffu, donnée par les Romains à la contrée.
Trois habitats principaux y prédominent: forêt méditerranéenne, bois et sous-bois méditerranéens (maquis, garrigue, —matorral mediterráneo en espagnol— ), dehesas, sols et élévations rocheuses et masses d'eau (fleuves, rivières et réservoirs). En définitive, il s'agit de la plus grande région au monde de mont méditerranéen, monte mediterráneo, en espagnol.

## Géographie

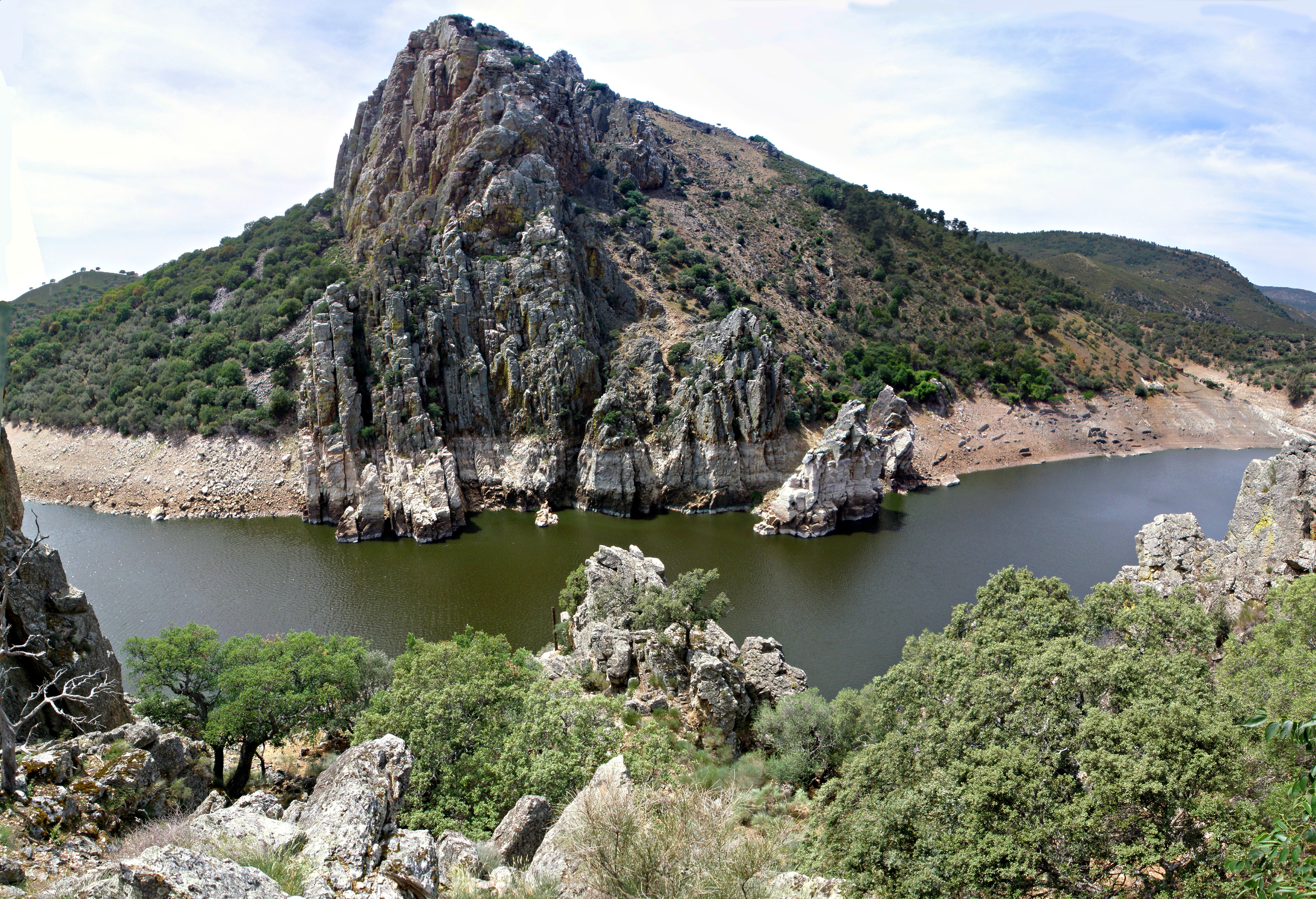
Salto del Gitano.

Le parc est situé sur le territoire de sept communes : Casas de Miravete, Jaraicejo, Malpartida de Plasencia, Serradilla, Serrejón, Toril, Torrejón el Rubio.
Il s'agit, en fait, pour ce qui est du cœur du parc, d'une contrée de basse montagne assez rocheuse, qui a toujours été dépourvue d'habitants humains permanents car ses terres sont improductives, où la rivière Tiétar se jette sur le Tage. Ces parages solitaires ont été longtemps le recoin de bandits et de voleurs de bétail (une importante draille —en espagnol cañada real — traverse le parc). Finalement, au XVIIIe siècle, les autorités s'obligèrent à créer un hameau aux seuls effets du contrôle du banditisme.
Monfragüe est une des meilleures enclaves de forêt méditerranéenne, et offre, en plus, quelques vestiges de caractère atlantique et continental. Les cours de la rivière Tiétar et du fleuve Tage forment l'axe articulateur du parc, qui est encaissé dans une étroite gorge, entre des alignements de sierras de quartzites et d'ardoises.

## Flore
De ces caractéristiques biotiques et abiotiques provient la grande variété des écosystèmes qui conforment le parc de Monfragûe et son entourage. C'est ainsi que, outre les caractéristiques bois de chênes verts et chêne-liège, arbousiers, cistes, bruyères, apparaissent également d'autres enclaves avec des espèces à feuilles caduques telles que les chênes rouvres, érables sur les versants ombreux, ou bien des frênes et des alisiers au bord des rivières et des ruisseaux.

## Faune

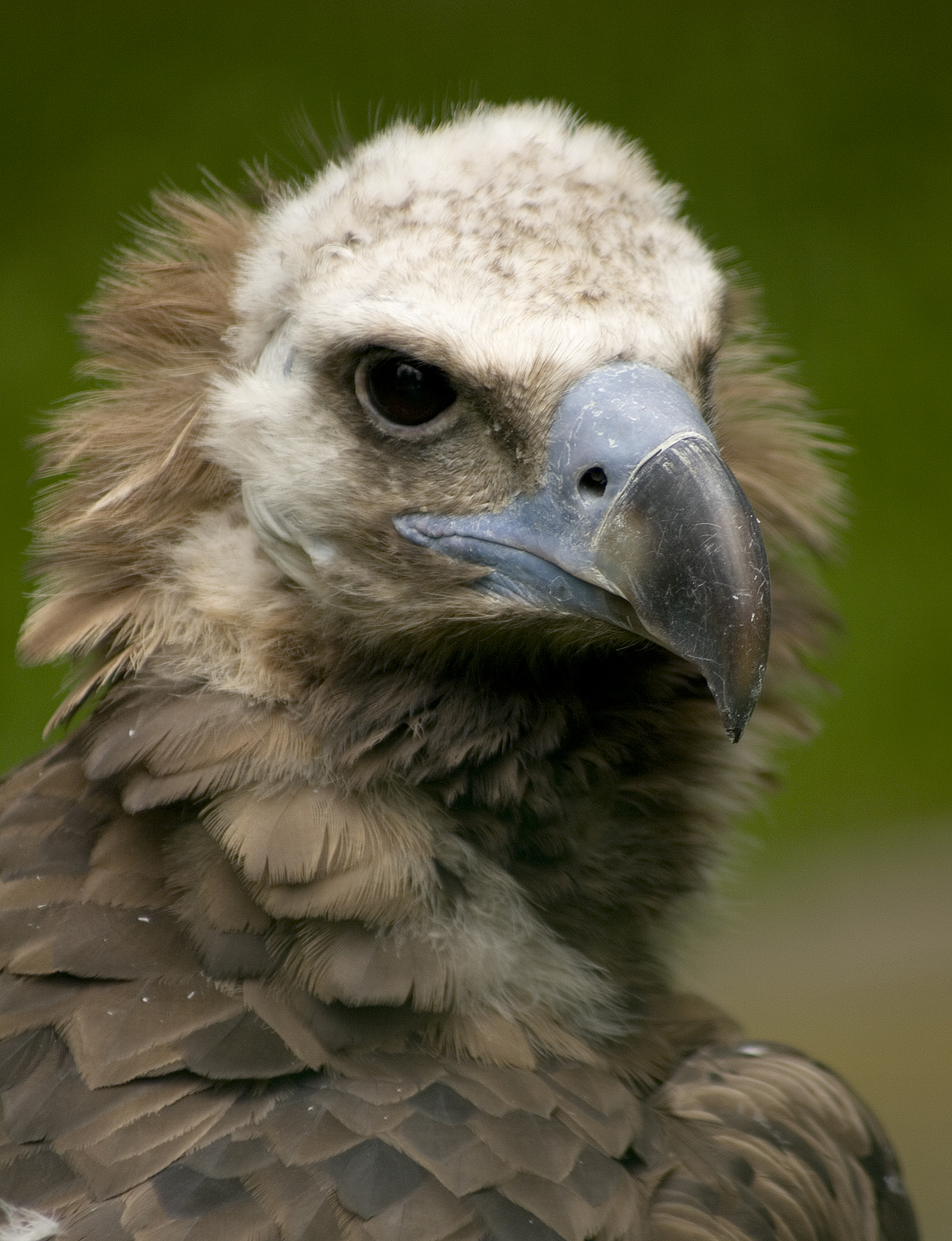
Vautour moine (Aegypius monachus), rapace charognard rarissime en Europe, présent cependant à Monfragüe

Il y a une population d'à peu près 625 couples de vautour moine (Aegypius monachus) à Monfragüe. Ce grand oiseau rapace ( (2.80cm d'envergure) et charognard est vraiment le joyau du parc, avec, sans doute, la cigogne noire (Ciconia nigra), qui réunit 30 couples. Il est vraiment émouvant et extraordinaire, lorsqu'on se situe face au grand rocher du Saut du gitan (Salto del Gitano en espagnol), séparé de l'observateur par le Tage, d'y voir, jumelles aux yeux, les nids des vautours moines et des cigognes noires (oiseaux très solitaires et très difficiles à voir en Europe ailleurs que dans ce parc), et, sur nos têtes, le survol de dizaines et même de centaines de charognards : vautour moine, vautour fauve (Gyps fulvus), ces derniers étant très, très nombreux (600 couples) et vautour percnoptère (Neophron percnopterus) (35 couples).
D’autres oiseaux peut-être moins impressionnants et plus petits vivent à Monfragüe par exemple :
- Guêpier d’Europe

- Huppe Fasciée

- Coucou gris

- Milan Noir

- Tarier pâtre

- Perdrix rouge

- Rossignol philomèle

- Serin cini

- Monticole bleu

Parmi les mammifères du parc, le lynx pardelle ou lynx ibérique trouve dans le parc l'un de ses tout derniers refuges, ou les nombreux cerfs qui approche parfois très près les voitures des touristes.